# Charles Molloy
Charles Molloy (1646 – 1690) è stato un giurista irlandese.

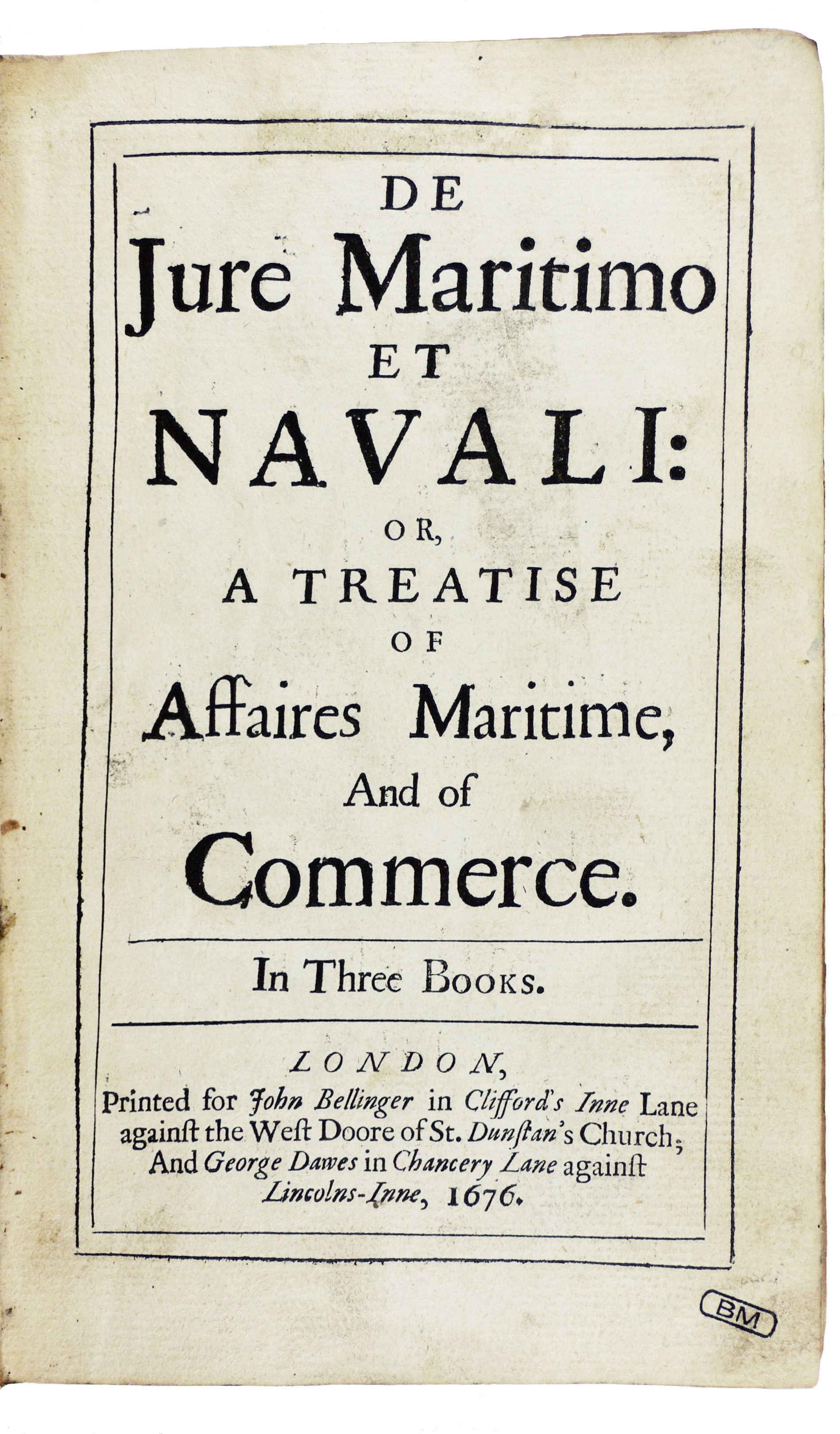
Frontespizio del De jure maritimo et nauali, 1676 (Fondazione Mansutti, Milano).

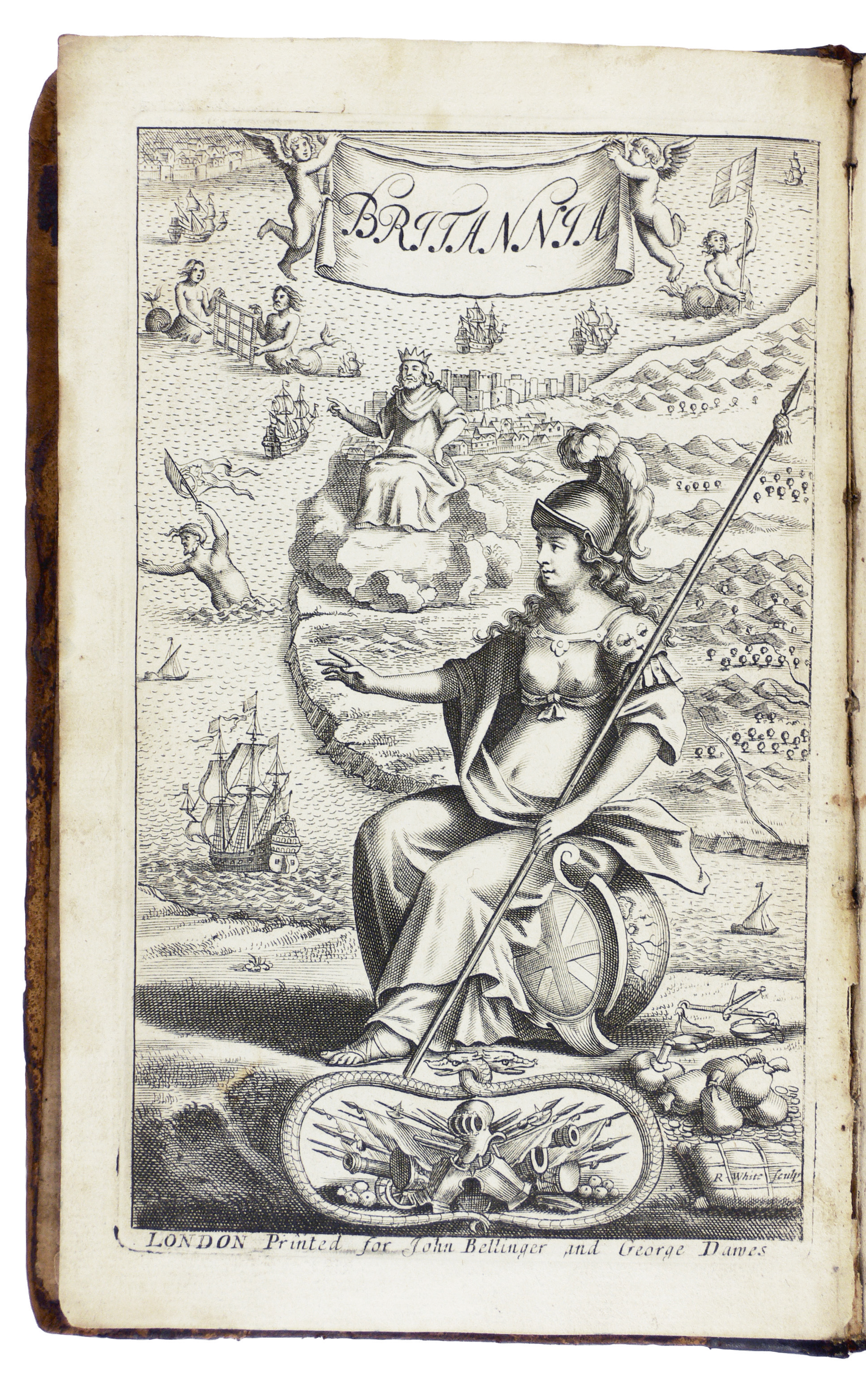
Antiporta del De jure maritimo et nauali, 1676 (Fondazione Mansutti, Milano).

Esercitò come avvocato presso il Lincoln's Inn e al Gray's Inn di Dublino. Le notizie biografiche sono poche, ma è conosciuto per le opere pubblicate. La sua opera principale è De jure maritimo et navali (1676), un trattato sul diritto internazionale, marittimo e commerciale. Ritenuto un ottimo manuale sull'argomento, ne esiste un'edizione successiva del 1722 curata dal figlio.